# Архангельский областной краеведческий музей
Арха́нгельский краеве́дческий музе́й — музей в Архангельске, освещающий богатство природы, культуры и истории Русского Севера. Коллекции музея представлены по двум адресам: в многоэтажном доме на площади Ленина (на первом и втором этажах) и в историко-архитектурном комплексе «Архангельские Гостиные дворы» на набережной Северной Двины.
Музей имеет филиалы в г. Мезень, с. Веркола и п. Пинега (Пинежский краеведческий музей).

## История

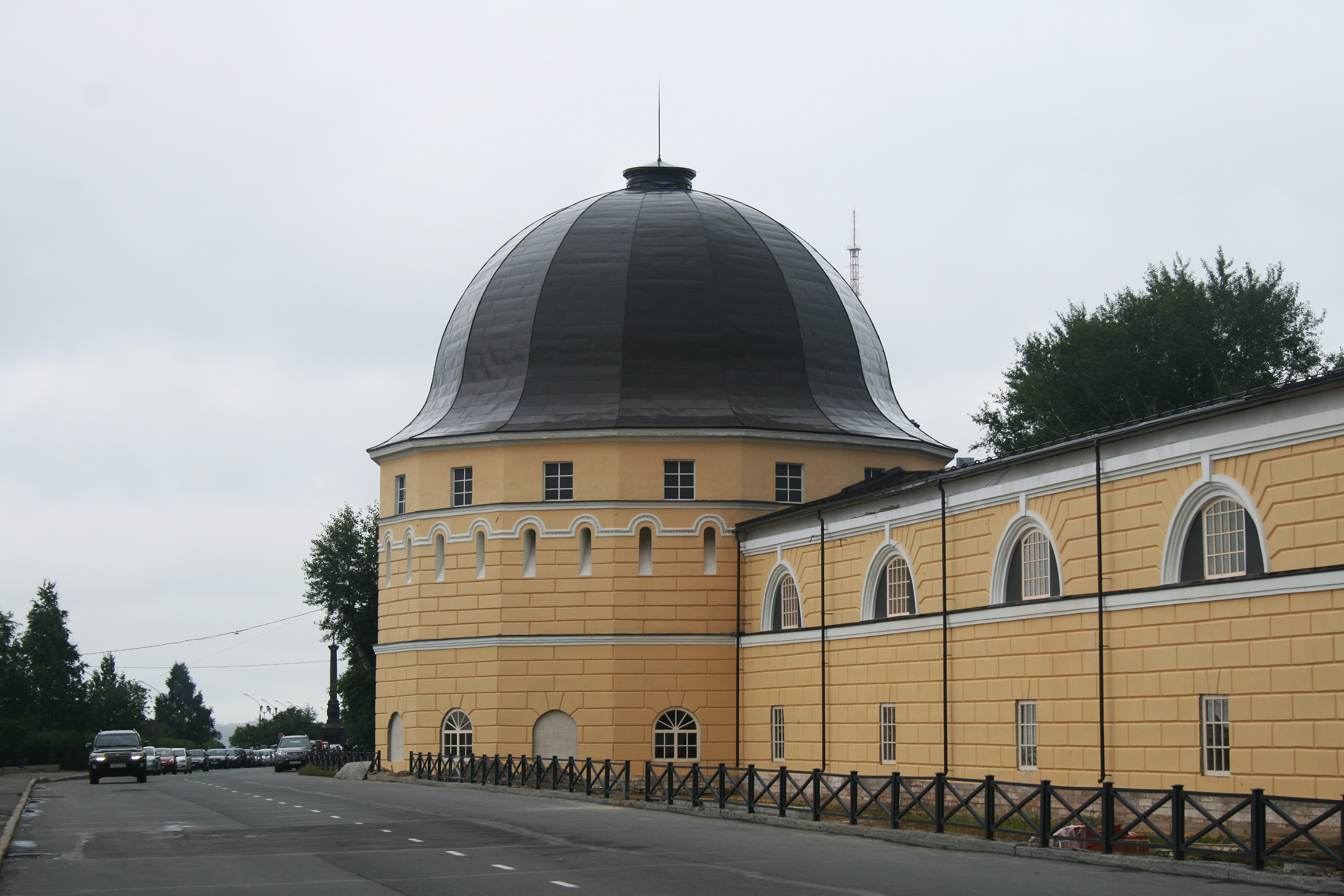
Гостиный двор Архангельска

В 1836 году по поручению Николая I министр внутренних дел послал распоряжение «Об учреждении во всех губерниях выставок изделий и образцов фабричных, заводских ремесел и всякого рода местной промышленности…», в соответствии с которым в Архангельск стали посылать экспонаты для выставки со всех концов Архангельской губернии.
1837 год считается годом начала формирования коллекции.
В 1861 году выставка передана губернскому статистическому комитету и получила статус музея.
17 декабря 1897 года Городская дума по ходатайству губернатора наименовала музей Архангельским городским публичным музеем.
После революции в 1920 году на основе музея создан Северный краевой музей.
В 1938 году, после образования Архангельской области, музей получил современное название — Архангельский областной краеведческий музей. В годы Второй мировой войны наиболее ценная часть музейных коллекций была эвакуирована в Сольвычегодск. После окончания войны экспозиция был восстановлена.
В 1976 году музей переехал в новое здание на площади Ленина. Там открылась полнопрофильная музейная экспозиция. В связи с этим в 1970-е и 1980-е годы коллекции музея пополнялись особенно интенсивно.
В 1981 году в распоряжение музея был передан Гостиный двор Архангельска.
С 2007 года в пользовании Архангельского краеведческого музея находится «Архангельская Новодвинская крепость» — первая каменная бастионная приморская крепость в России, возведенная в 1701—1721 годах.
Новый этап истории музея связан с окончанием реставрации Гостиных дворов в 2012 году, где в данный момент расположена основная часть экспозиций и выставок, архитектурно-художественное решение которых строится на применении современных мульти-медиа технологий, способствующих созданию историко-культурного образа области через комплекс звуковых и визуальных впечатлений.
Помимо классических экспозиций, музей предлагает разнообразие интерактивных пространств. Разрабатывая тематические экскурсионные программы и организовывая масштабные выставочные и образовательные проекты, сегодня Архангельский краеведческий музей является крупным культурным центром региона.

## Здания музея
- два нижних этажа в многоэтажном здании на площади Ленина
- историко-архитектурный комплекс «Архангельские Гостиные дворы» на набережной Северной Двины
- памятник федерального значения «Архангельская Новодвинская крепость», расположенная в Маймаксанском округе Архангельска, в 20 км к северу от центра города

## [2]Коллекция музея
Начало формирования собрания одного из старейших музеев России – Архангельского краеведческого музея – было положено в 1837 году на «Выставке произведений губернии», организованной по указу губернатора И. И. Огарёва.
Сегодня фонды музея насчитывают 265 тысяч предметов, всесторонне отражающих историко-культурную и природную самобытность Поморья, – это почти половина всего музейного собрания Архангельской области. В их числе уникальные минералогические, естественнонаучные, документальные, нумизматические и фотографические коллекции, богатейшие собрания предметов материальной культуры.
Особую ценность представляют уникальные собрания древнерусского шитья, темперной живописи, рукописных и старопечатных книг, холмогорской резной кости, предметы народного искусства, археологические материалы и минералогическая коллекция, плита с отпечатками вендской фауны – подобных плит возрастом 550 миллионов лет в мире всего две: одна находится в Палеонтологическом институте РАН, а другая – в Архангельском краеведческом музее. Обе были обнаружены на Зимнем берегу Белого моря.
Отдельные раритеты имеют всемирное значение: Евангелие Тяпинского 1570 года; коллекция предметов с зимовки Виллема Баренца 1598 года; вещи, принадлежавшие августейшим особам, государственным и общественными деятелям России – Петру I, царевне Софье, митрополиту Филарету, патриарху Никону, Михаилу Ломоносову, Иоанну Кронштадскому…

Кроме коллекции музея, которую начали собирать ещё в XIX веке, около пяти тысяч предметов археологии со всего арктического побережья России в фонды передали сотрудники Морской арктической комплексной экспедиции (МАКЭ) под руководством профессора Петра Владимировича Боярского.

## Филиалы музея
- Пинежский краеведческий музей
- Литературно-мемориальный музей Ф. А. Абрамова
- Мезенский историко-краеведческий музей